# Naisten Vaahteraliiga 2016
La Naisten Vaahterahliiga 2016 è stata la 19ª edizione del campionato di football americano di primo livello femminile, organizzato dalla SAJL.

## Squadre partecipanti
| Club                       | Città           | Stadio | Sponsor ufficiale | Risultato nella stagione 2015 |
| -------------------------- | --------------- | ------ | ----------------- | ----------------------------- |
| Hämeenlinna Huskies        | Hämeenlinna     |        |                   |                               |
| Helsinki Lady Demons       | Helsinki        |        |                   |                               |
| Helsinki Roosters          | Helsinki        |        |                   |                               |
| Jyväskylä Jaguars          | Jyväskylä       |        |                   |                               |
| Oulu Northern Lights       | Oulu            |        |                   |                               |
| Sankt Petersburg Valkyries | San Pietroburgo |        |                   |                               |
| Seinäjoki Crocodiles       | Seinäjoki       |        |                   |                               |
| Turku Trojans              | Turku           |        |                   |                               |

## Stagione regolare

### Calendario

#### 1ª giornata
| Helsinki 4 giugno 2016, ore 13:00 | Helsinki Lady Demons | 6 – 22 (0-0 0-14 6-0 0-8) referto | Helsinki Roosters | Velodromo di Helsinki (50 spett.)\| Arbitro: \| K. Kivimaa \| |
| Arbitro:                          | K. Kivimaa           |                                   |                   |                                                               |

| Hämeenlinna 4 giugno 2016, ore 17:00 | Hämeenlinna Huskies | 0 – 48 (0-14 0-6 0-20 0-8) referto | Sankt Petersburg Valkyries | Kauriala (80 spett.)\| Arbitro: \| V. Lamminsalo \| |
| Arbitro:                             | V. Lamminsalo       |                                    |                            |                                                     |

| Seinäjoki 5 giugno 2016, ore 12:00 | Seinäjoki Crocodiles | 20 – 0 (0-19 6-7 6-9 0-21) referto | Jyväskylä Jaguars | Jouppilanvuoren tekonurmi (82 spett.)\| Arbitro: \| J. Mustikkamaa \| |
| Arbitro:                           | J. Mustikkamaa       |                                    |                   |                                                                       |

| Oulu 5 giugno 2016, ore 15:00 | Oulu Northern Lights | 14 – 50 (8-0 0-14 6-14 0-22) referto | Turku Trojans | Castrenin urheilukeskus (53 spett.) |

#### 2ª giornata
| Jyväskylä 12 giugno 2016, ore 13:00 | Jyväskylä Jaguars | 14 – 56 (6-8 8-12 0-22 0-14) referto | Sankt Petersburg Valkyries | Säynätsalon urheilukenttä (52 spett.)\| Arbitro: \| V. Lamminsalo \| |
| Arbitro:                            | V. Lamminsalo     |                                      |                            |                                                                      |

| Helsinki 12 giugno 2016, ore 13:00 | Helsinki Lady Demons | 54 – 0 (6-0 14-0 14-0 20-0) referto | Hämeenlinna Huskies | Velodromo di Helsinki (85 spett.)\| Arbitro: \| K. Kivimaa \| |
| Arbitro:                           | K. Kivimaa           |                                     |                     |                                                               |

| Turku 12 giugno 2016, ore 16:00 | Turku Trojans | 72 – 21 (26-0 10-7 20-14 16-0) referto | Seinäjoki Crocodiles | Turun Urheilupuiston yläkenttä (120 spett.)\| Arbitro: \| M. Enonkoski \| |
| Arbitro:                        | M. Enonkoski  |                                        |                      |                                                                           |

| Helsinki 12 giugno 2016, ore 16:30 | Helsinki Roosters | 42 – 0 (0-0 16-0 6-0 20-0) referto | Oulu Northern Lights | Velodromo di Helsinki (80 spett.)\| Arbitro: \| J. Seppelin \| |
| Arbitro:                           | J. Seppelin       |                                    |                      |                                                                |

#### 3ª giornata
| Hämeenlinna 18 giugno 2016, ore 16:00 | Hämeenlinna Huskies | 12 – 66 (6-14 0-16 0-22 6-14) referto | Turku Trojans | Kauriala (67 spett.)\| Arbitro: \| M. Enonkoski \| |
| Arbitro:                              | M. Enonkoski        |                                       |               |                                                    |

| Oulu 18 giugno 2016, ore 17:30 | Oulu Northern Lights | 14 – 20 (d.t.s.) (6-8 8-6 0-0 0-0 0-6) referto | Sankt Petersburg Valkyries | Castrenin urheilukeskus (63 spett.) |

| Seinäjoki 19 giugno 2016, ore 12:00 | Seinäjoki Crocodiles | 0 – 6 (0-0 0-0 0-0 0-6) referto | Helsinki Lady Demons | Jouppilanvuoren tekonurmi (50 spett.)\| Arbitro: \| M. Immonen \| |
| Arbitro:                            | M. Immonen           |                                 |                      |                                                                   |

| Viitaniemi 19 giugno 2016, ore 12:00 | Jyväskylä Jaguars | 0 – 50 (0-30 0-12 0-8 0-0) referto | Helsinki Roosters | (68 spett.)\| Arbitro: \| V. Lamminsalo \| |
| Arbitro:                             | V. Lamminsalo     |                                    |                   |                                            |

#### 4ª giornata
| Seinäjoki 2 luglio 2016, ore 12:00 | Seinäjoki Crocodiles | 13 – 6 (6-0 0-0 0-0 7-6) referto | Sankt Petersburg Valkyries | Jouppilanvuoren tekonurmi (40 spett.)\| Arbitro: \| M. Immonen \| |
| Arbitro:                           | M. Immonen           |                                  |                            |                                                                   |

| Turku 2 luglio 2016, ore 16:00 | Turku Trojans | 20 – 30 (0-16 6-0 6-14 8-0) referto | Helsinki Roosters | Turun Urheilupuiston yläkenttä (115 spett.)\| Arbitro: \| M. Enonkoski \| |
| Arbitro:                       | M. Enonkoski  |                                     |                   |                                                                           |

| Hämeenlinna 2 luglio 2016, ore 16:00 | Hämeenlinna Huskies | 32 – 6 (6-6 13-0 7-0 6-0) referto | Jyväskylä Jaguars | Kauriala (102 spett.) |

| Helsinki 3 luglio 2016, ore 15:00 | Helsinki Lady Demons | 28 – 0 (8-0 6-0 8-0 6-0) referto | Oulu Northern Lights | Velodromo di Helsinki (30 spett.)\| Arbitro: \| J. Kalliokoski \| |
| Arbitro:                          | J. Kalliokoski       |                                  |                      |                                                                   |

#### 5ª giornata
| Oulu 9 luglio 2016, ore 14:00 | Oulu Northern Lights | 0 – 22 (0-7 0-0 0-7 0-8) referto | Seinäjoki Crocodiles | Castrenin urheilukeskus (54 spett.)\| Arbitro: \| Nikula \| |
| Arbitro:                      | Nikula               |                                  |                      |                                                             |

| Viitaniemi 9 luglio 2016, ore 17:30 | Jyväskylä Jaguars | 0 – 62 (0-0 0-33 0-14 0-15) referto | Turku Trojans | (44 spett.)\| Arbitro: \| M. Immonen \| |
| Arbitro:                            | M. Immonen        |                                     |               |                                         |

| Helsinki 10 luglio 2016, ore 13:00 | Helsinki Lady Demons | 14 – 30 (8-0 6-0 0-16 0-14) referto | Sankt Petersburg Valkyries | Velodromo di Helsinki (31 spett.)\| Arbitro: \| K. Lahtinen \| |
| Arbitro:                           | K. Lahtinen          |                                     |                            |                                                                |

| Helsinki 10 luglio 2016, ore 16:30 | Helsinki Roosters | 16 – 7 (0-0 8-7 0-0 8-0) referto | Hämeenlinna Huskies | Velodromo di Helsinki (92 spett.)\| Arbitro: \| K. Lahtinen \| |
| Arbitro:                           | K. Lahtinen       |                                  |                     |                                                                |

#### 6ª giornata
| Helsinki 16 luglio 2016, ore 17:00 | Helsinki Lady Demons | 6 – 52 (6-6 0-0 0-26 0-20) referto | Turku Trojans | Velodromo di Helsinki (90 spett.)\| Arbitro: \| M. Makarainen \| |
| Arbitro:                           | M. Makarainen        |                                    |               |                                                                  |

| Seinäjoki 17 luglio 2016, ore 12:00 | Seinäjoki Crocodiles | 28 – 12 (0-0 7-6 0-0 21-6) referto | Hämeenlinna Huskies | Jouppilanvuoren tekonurmi (83 spett.)\| Arbitro: \| M. Enonkoski \| |
| Arbitro:                            | M. Enonkoski         |                                    |                     |                                                                     |

| Helsinki 17 luglio 2016, ore 13:00 | Helsinki Roosters | 32 – 6 (8-6 8-0 16-0 0-0) referto | Sankt Petersburg Valkyries | Velodromo di Helsinki (69 spett.)\| Arbitro: \| M. Makarainen \| |
| Arbitro:                           | M. Makarainen     |                                   |                            |                                                                  |

| Oulu 17 luglio 2016, ore 17:00 | Oulu Northern Lights | 14 – 6 (6-0 8-6 0-0 0-0) referto | Jyväskylä Jaguars | Castrenin urheilukeskus (61 spett.) |

#### 7ª giornata
| Helsinki 23 luglio 2016, ore 13:00 | Helsinki Lady Demons | 52 – 8 (8-0 8-0 22-8 14-0) referto | Jyväskylä Jaguars | Velodromo di Helsinki (52 spett.)\| Arbitro: \| J. Sipi \| |
| Arbitro:                           | J. Sipi              |                                    |                   |                                                            |

| Hämeenlinna 23 luglio 2016, ore 13:00 | Hämeenlinna Huskies | 12 – 40 (6-6 6-6 0-14 0-14) referto | Oulu Northern Lights | Kauriala (105 spett.)\| Arbitro: \| J. Kalevo \| |
| Arbitro:                              | J. Kalevo           |                                     |                      |                                                  |

| Turku 24 luglio 2016, ore 11:00 | Turku Trojans | 34 – 14 (6-8 6-6 14-0 8-0) referto | Sankt Petersburg Valkyries | Turun Urheilupuiston yläkenttä (85 spett.)\| Arbitro: \| T. Jansen \| |
| Arbitro:                        | T. Jansen     |                                    |                            |                                                                       |

| Helsinki 24 luglio 2016, ore 14:00 | Helsinki Roosters | 26 – 0 (8-0 0-0 6-0 12-0) referto | Seinäjoki Crocodiles | Velodromo di Helsinki (80 spett.)\| Arbitro: \| R. Montesino \| |
| Arbitro:                           | R. Montesino      |                                   |                      |                                                                 |

### Classifica
La classifica della regular season è la seguente:
- PCT = percentuale di vittorie, G = partite giocate, V = partite vinte,  P = partite perse, PF = punti fatti, PS = punti subiti

| Pos. | Squadra                    | PCT   | G | V | N | P | PF  | PS  |
| ---- | -------------------------- | ----- | - | - | - | - | --- | --- |
| 1    | Helsinki Roosters          | 1.000 | 7 | 7 | 0 | 0 | 218 | 39  |
| 2    | Turku Trojans              | .857  | 7 | 6 | 0 | 1 | 358 | 97  |
| 3    | Sankt Petersburg Valkyries | .571  | 7 | 4 | 0 | 3 | 180 | 121 |
| 4    | Seinäjoki Crocodiles       | .571  | 7 | 4 | 0 | 3 | 104 | 122 |
| 5    | Helsinki Lady Demons       | .571  | 7 | 4 | 0 | 3 | 166 | 112 |
| 6    | Oulu Northern Lights       | .286  | 7 | 2 | 0 | 5 | 82  | 180 |
| 7    | Hämeenlinna Huskies        | .143  | 7 | 1 | 0 | 6 | 75  | 258 |
| 8    | Jyväskylä Jaguars          | .000  | 7 | 0 | 0 | 7 | 34  | 288 |

## Playoff

### Tabellone
|  | Semifinali | Semifinali                 | Semifinali |               |   | XVII Finale       | XVII Finale | XVII Finale |  |
|  |            |                            |            |               |   |                   |             |             |  |
|  | 1          | Helsinki Roosters          | 22         |               |   |                   |             |             |  |
|  | 1          | Helsinki Roosters          | 22         |               |   |                   |             |             |  |
|  | 4          | Seinäjoki Crocodiles       | 6          |               |   |                   |             |             |  |
|  | 4          | Seinäjoki Crocodiles       | 6          |               | 1 | Helsinki Roosters | 26          |             |  |
|  |            |                            |            |               | 1 | Helsinki Roosters | 26          |             |  |
|  |            |                            | 2          | Turku Trojans | 0 |                   |             |             |  |
|  | 3          | Sankt Petersburg Valkyries | 2          | Turku Trojans | 0 | 0                 |             |             |  |
|  | 3          | Sankt Petersburg Valkyries |            |               |   |                   |             |             |  |
|  | 2          | Turku Trojans              | 34         |               |   |                   |             |             |  |

### Semifinali
| Turku 31 luglio 2016, ore 13:00 | Turku Trojans | 34 – 0 (6-0 0-0 12-0 16-0) referto | Sankt Petersburg Valkyries | Pansion Kisapuisto (112 spett.)\| Arbitro: \| Sipi \| |
| Arbitro:                        | Sipi          |                                    |                            |                                                       |

| Helsinki 31 luglio 2016, ore 15:00 | Helsinki Roosters | 22 – 6 (8-6 0-0 8-0 6-0) referto | Seinäjoki Crocodiles | Brahen kenttä (120 spett.)\| Arbitro: \| P. Lamminsalo \| |
| Arbitro:                           | P. Lamminsalo     |                                  |                      |                                                           |

### XIX Finale
| Helsinki 13 agosto 2016, ore 18:00 | Helsinki Roosters | 26 – 0 (6-0 12-0 8-0 0-0) referto | Turku Trojans | Velodromo di Helsinki (321 spett.)\| Arbitro: \| J. Kalliokoski \| |
| Arbitro:                           | J. Kalliokoski    |                                   |               |                                                                    |

## Verdetti
- Helsinki Roosters Campionesse della Finlandia 2016